# لياندرو كاباييرو
لياندرو كاباييرو (بالإسبانية: Leandro Caballero)‏ (13 فبراير 1986 ببينامار في الأرجنتين - ) هو لاعب كرة قدم أرجنتيني في مركز الدفاع. لعب مع UAI Urquiza ‏.

## وصلات خارجية
- لياندرو كاباييرو على موقع قاعدة بيانات كرة القدم.إي يو (الإنجليزية)
- لياندرو كاباييرو على موقع Soccerway.com (الإنجليزية)